# Борис Стойчев (режисьор)
Вижте пояснителната страница за други личности с името Борис Стойчев.
Борис Стойчев (на македонска литературна норма: Борис Стојчев) е фолклорист, журналист, общественик и виден театрален деец от Република Македония.

## Биография
Роден е на 20 август 1926 година в Кочани. Основно училище завършва в Кочани, а гимназия първо учи в Щип, а след това в родния си град. В дългогодишната си научно изследователска и художествена кариера работи като журналист във вестниците „Народен глас“ и „Млад борец“, където работи като редактор на рубриката за вътрешна и външна политика.
След това, през ноември 1949 година е назначен за директор на Народния театър при Щипската област, а през септември 1950 година участва в създаването на Околийския народен театър в Кочани, а в него се появява и в ролята на режисьор. Стойчев е и пръв директор на театъра. През август 1965 година е назначен за ръководител на дейностите по създаването на Дома на културата „Бели мугри“ в Кочани, чийто директор е и в периода от 1971 до пенсионирането си през юни 1987 година.
Като режисьор в Околийския народен театър в Кочани, Борис Стойчев режисира 10 пиеси. Работи и в аматьорския театър за чиито нужди превежда представления. Той е един от инициаторите за създаване на оперети на сцената на Дома на културата „Бели мугри“, а под неговата режисура са проведени множество оперети.
Като актьор участва в снимките на филма „Оловна бригада“ на режисьора Кирил Ценевски, както и в телевизионни сериали.
Борис Стойчев по време на своя жизнен и трудов живот е работил и като събирач на народни песни и умотворби от кочанския край, за който Македонската национална телевизия подготвя и специална програма.
Носител е на множество награди и отличия, сред които и наградата „Мирко Стефановски“ на Културно-просветната общност в Република Македония през май 1986 г.
Инициатор е за създаването на КУД „Изгрев“, ансамбъл за песни, с който се съхраняват голям брой песни от Кочани и Кочанско, спасявайки ги от забрава.
Борис Стойчев умира на 1 август 2009 година в Кочани.